# Ігор Андронік
Ігор Андронік (рум. Igor Andronic; нар. 11 березня 1988, Кишинів) — молдовський футболіст, гравець збірної Молдови.

## Біографія
Свою футбольну кар'єру почав в молдовській команді «Зімбру» де провів 3 сезони і 2007 року виграв Кубок Молдови.
У 2009 перейшов в ужгородське «Закарпаття», втім закріпитись не зумів і повернувся до Молдови, де виступав за «Мілсамі», «Академію УТМ», «Динамо-Авто» та «Сперанцу» (Ніспорени). Крім того 2013 року недовго грав за ізраїльський клуб другого дивізіону «Хапоель» (Афула).

## Титули та досягнення
- Володар Кубка Молдови: 2007